# NGC 3067
NGC 3067 ist eine Balken-Spiralgalaxie mit ausgedehnten Sternentstehungsgebieten vom Hubble-Typ SBab im Sternbild Löwe am Nordsternhimmel. Sie ist schätzungsweise 63 Millionen Lichtjahre von der Milchstraße entfernt und hat einen Durchmesser von etwa 45.000 Lichtjahren. Gemeinsam mit NGC 3003 und NGC 3021 bildet sich das isolierte Galaxientrio KTG 26.

Im selben Himmelsareal befindet sich u. a. die Galaxie NGC 3071.
Das Objekt wurde am 7. Dezember 1785 von William Herschel entdeckt.